# (2603) Taylor
(2603) Taylor – planetoida z pasa głównego asteroid okrążająca Słońce w ciągu 4 lat i 234 dni w średniej odległości 2,78 au. Została odkryta 30 stycznia 1982 roku w Lowell Observatory (Anderson Mesa Station) przez Edwarda Bowella. Nazwa planetoidy pochodzi od Gordona Taylora, brytyjskiego astronoma amatora. Przed nadaniem nazwy planetoida nosiła oznaczenie tymczasowe (2603) 1982 BW1.